# SV Arminia Hanovre
Maillots
Le SV Arminia Hanovre est un club allemand de football basé à Hanovre.

## Historique
- 1910 : fondation du club sous le nom de FC Arminia 1910 Hanovrer
- 1918 : fusion avec le Rugby-Verein Merkur Hanovre en SV Arminia-Merkur Hanovre
- 1920 : le club est renommé SV Arminia Hanovre
- 1945 : fermeture du club, puis refondation la même année sous le nom de SV Bischofschol, le club est ensuite renommé SV Arminia Hanovre

## Anciens joueurs
- Josef Posipal
- Lothar Ulsass

## Entraîneurs
- William Townley